# ميتشيل واط
ميتشيل واط (بالإنجليزية: Mitchell Watt)‏ (و. 1988  م) هو لاعب قفز طويل، ومنافس ألعاب قوى أسترالي، شارك في الألعاب الأولمبية الصيفية 2012.

## التعليم
تعلم في Brisbane Boys' College ‏.

## روابط خارجية
- ميتشيل واط على موقع الاتحاد الدولي لألعاب القوى (الإنجليزية)
- ميتشيل واط على موقع النتائج التاريخية لألعاب القوى الأسترالية (الإنجليزية)
- ميتشيل واط على موقع الدوري الماسي (الإنجليزية)
- ميتشيل واط على موقع اللجنة الأولمبية الدولية (الإنجليزية)
- ميتشيل واط على موقع أوليمبيديا (الإنجليزية)
- ميتشيل واط على موقع اللجنة الأولمبية الأسترالية (الإنجليزية)